# Корольков В'ячеслав Борисович
В'ячеслав Борисович Королько́в (17 липня 1954, Рубіжне — 24 січня 1997, Харків) — український художник декоративно-монументального мистецтва; член Харківської організації Спілки художників України з 1993 року.

## З біографії
Народився 17 липня 1954 року в місті Рубіжному (нині Сіверськодонецький район Луганської області, Україна). Син скульптора Бориса Королькова. Упродовж 1976—1982 років навчався у Харківському художньо-промисловому інституті. Помер у Харкові 24 січня 1997 року.

## Творчість
Створював монументальні розписи, мозаїки. Брав участь у республіканських, всеукраїнських і всесоюзних виставках з 1984 року.